# Gennaro Annese
(Descrizione fatta dal duca di Guisa)
Gennaro Annese (Napoli, 1604 – Napoli, 20 giugno 1648) è stato un capopopolo, rivoluzionario e armaiolo napoletano, generalissimo della Repubblica napoletana nel 1647.
Noto per la sua abilità nel fabbricare archibugi, la sua bottega si trovava davanti alla porta del Carmine. Dopo essere stato in carcere per accuse di falsificazione di monete, successe al capopopolo Masaniello alla guida della città partenopea per un breve periodo, tra ottobre e novembre del 1647, per poi essere sostituito da Enrico II di Guisa, che divenne doge della neonata repubblica.
Alla testa dell'insurrezione napoletana contro il governo spagnolo del 1647, si dovette barcamenare in un gioco di alleanze e capovolgimenti di fronte tra le potenze che allora consideravano l'Italia una terra di conquiste, ossia Spagna e Francia.

## Biografia

### Da capopopolo a Generalissimo

#### Luglio 1647
Il 12 luglio 1647 Masaniello gli affida le milizie del Mercato; il 16, dopo l'uccisione di Masaniello, Annese diventa uno dei capi dei lazzari.

#### Agosto 1647
Il 21 il popolo assale l'altura di Pizzofalcone, poi Castel dell'Ovo e Castel Nuovo. Gennaro Annese comanda le truppe popolari della zona Lavinaio (Mercato); il 26 una controffensiva spagnola riconquista l'altura di Pizzofalcone.
Il 31 viene dichiarata una tregua; le zone a nord (Pizzofalcone, Chiaia, Mortelle) rimangono agli spagnoli, quelle a sud (Mercato, Lavinaio, Borgo Moricino) ai rivoltosi.

#### Settembre 1647
Il 31, dopo una cerimonia religiosa in San Lorenzo con Francesco Toraldo, Francesco Antonio Arpaja, Vincenzo D'Andrea, giunge voce che Annese avrebbe rubato della polvere da sparo. L'Arpaja ordina di ammazzarlo perché turba la pace; Giovanni Panarella cerca di eseguire l'ordine, ma non ci riesce perché Annese si nasconde nel convento di San Lorenzo; saputo ciò che sta accadendo, il popolo accorre in gran numero inneggiando ad Annese e giurando vendetta a chi voleva far del male a Mastro Gennaro. Questo fatto accresce di molto la sua fama.

#### Ottobre 1647
Il 10 ottobre Napoli viene bombardata dai castelli e dalle navi spagnole agli ordini di Don Giovanni D'Austria. Dal torrione del Carmine, divenuto il suo quartier generale, Annese disturba gli spostamenti delle navi spagnole cannoneggiando il porto. Il 17 Annese fa appello al Papa e alla Francia per difendere il popolo napoletano, contattando anche il Duca di Guisa. Il 21 si sbarazza del "generalissimo del popolo", il principe Francesco Toraldo, mandandolo a morte per sospetto tradimento. I suoi più stretti collaboratori sono il segretario Carlo Bonavita, Luigi Del Ferro, l'aristocratico Marcantonio Brancaccio, che cercherà poi di imporsi, e Vincenzo D'Andrea, che è il vero factotum. Il 22 Annese assume tutti i poteri civili e militari dopo la proclamazione della Real Repubblica Napoletana sotto la protezione della Francia.

#### Novembre 1647
L'8 novembre Annese, con un bando, istituisce il Consiglio di guerra. Il 14 novembre sbarca a Napoli il Duca di Guisa che, dopo aver partecipato ad una cerimonia religiosa, viene condotto dal cognato di Annese al torrione del Carmine, dove il Generalissimo lo prende per mano e lo porta in disparte per parlargli. Il Duca esce sconvolto dal colloquio e nota anche che ci sono oggetti di valori ammassati nel Torrione. Il giorno dopo il Generalissimo e il Duca fanno il giro di Napoli a cavallo e il 19 Annese affida al Duca il supremo governo delle armi. Il 20 viene pubblicato un bando di Annese che sancisce la divisione fra affari di guerra e di giustizia, assegnando i primi al Guisa e i secondi a lui.

#### Dicembre 1647
Il 19 arriva una flotta francese nel golfo di Napoli (ripartirà dopo due settimane).
In un primo momento Annese accetta il sostegno offertogli da Enrico di Guisa, ma poi, avendo il sospetto che questi si volesse proclamare signore di Napoli, si accorda con il duca di Richelieu, inviato a Napoli al comando di una flotta.

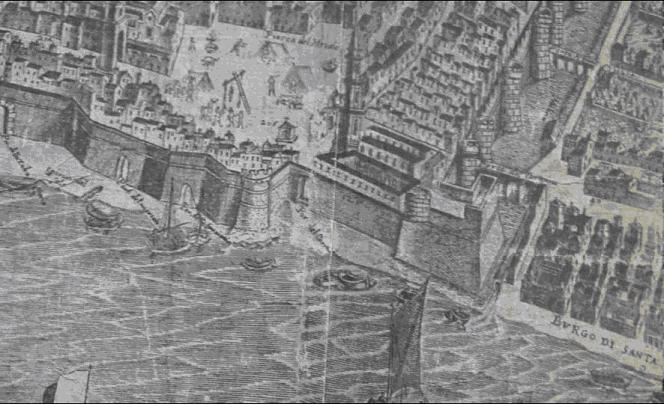
Torrione del Carmine

Il 23 dicembre il Guisa riunisce il consiglio e assume i pieni poteri; ad Annese viene lasciato l'incarico di castellano del Torrione del Carmine, con una provvigione di 500 ducati al mese.

#### Gennaio 1648
Il 26 sera il duca d'Arcos, viceré di Napoli, lascia il suo incarico a Don Giovanni D'Austria e s'imbarca per Gaeta, dove l'aspetta sua moglie; dal Torrione del Carmine (fortezza comandata da Annese) parte un colpo di cannone che sfiora la nave.

#### Febbraio 1648
Il 10 Annese è nominato senatore dal Guisa. Le promesse dei francesi non vengono però mantenute e così la Spagna ha via libera nel riprendere il controllo su Napoli. A questo punto Annese accetta di trattare la resa con gli spagnoli che, in cambio, gli promettono salva la vita; il 29 fa il primo tentativo con Vincenzo D'Andrea, il primo tentativo di accordo con gli spagnoli.

#### Marzo 1648
Il 7 marzo tenta un secondo tentativo di accordo con gli spagnoli.
Si ha un tentativo di uccidere il duca di Guisa, organizzato da Gennaro Pinto e Vincenzo D'Andrea. Annese viene informato da D'Andrea e dà il suo assenso, ma il tentativo fallisce per un tradimento.

#### Aprile 1648
Il 6 aprile 1648 gli spagnoli entrano a Napoli, conquistandola senza molta resistenza.
La resa dal Torrione del Carmelo (Castello del Carmine), piazzaforte del generale del popolo Annese, avviene per l'intervento del cardinale Ascanio Filomarino, che lo persuade insieme alla moglie a consegnare il forte, «non fidandosi degli spagnoli». Annese poi sfilerà per le strade di Napoli insieme a Don Giovanni d'Austria e al viceré spagnolo Iñigo Vélez de Guevara, conte di Oñate.

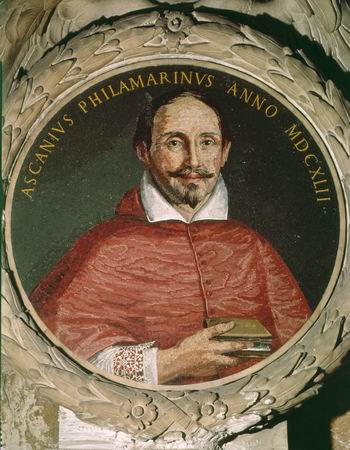
Ascanio Filomarino
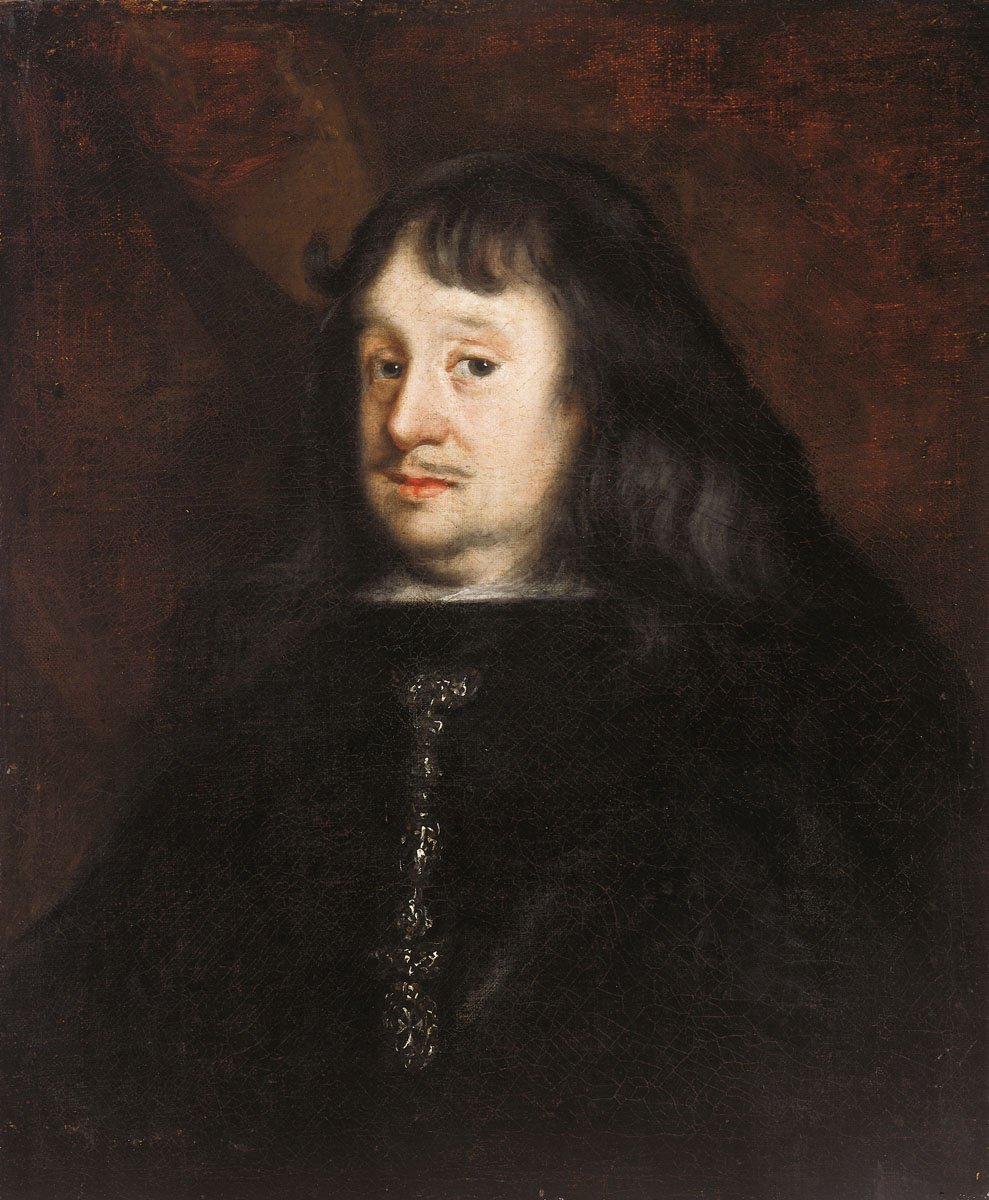
Don Giovanni d'Austria
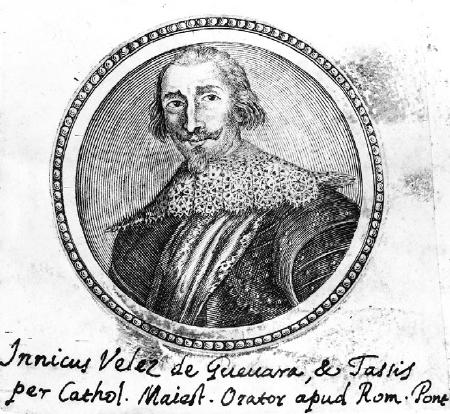
Iñigo Vélez de Guevara

#### Maggio 1648
Annese si è piegato agli spagnoli e il suo ruolo è del tutto ridimensionato, ma non ha rinunciato al sogno di una rivincita e mantiene i contatti con i capi dell'armata francese.

### Arresto e processo
Il conte d'Oñate, informato delle trame dell'Annese ne ordina l'arresto.
Il 12 giugno 1648 Annese si reca al palazzo per parlare con l'Oñate e con Don Giovanni d'Austria, ai quali intende esporre le lamentele dei lazzari per la mancanza di lavoro e danaro. Il colloquio è appena cominciato quando Annese vuene avvicinato da un sergente maggiore, tal Alanzo Merino, che invita a seguirlo. Annese tenta di opporre resistenza, ma il Merino lo afferra e lo trascina nelle camere di segregazione di Castel Nuovo, dove viene sottoposto a feroci torture.

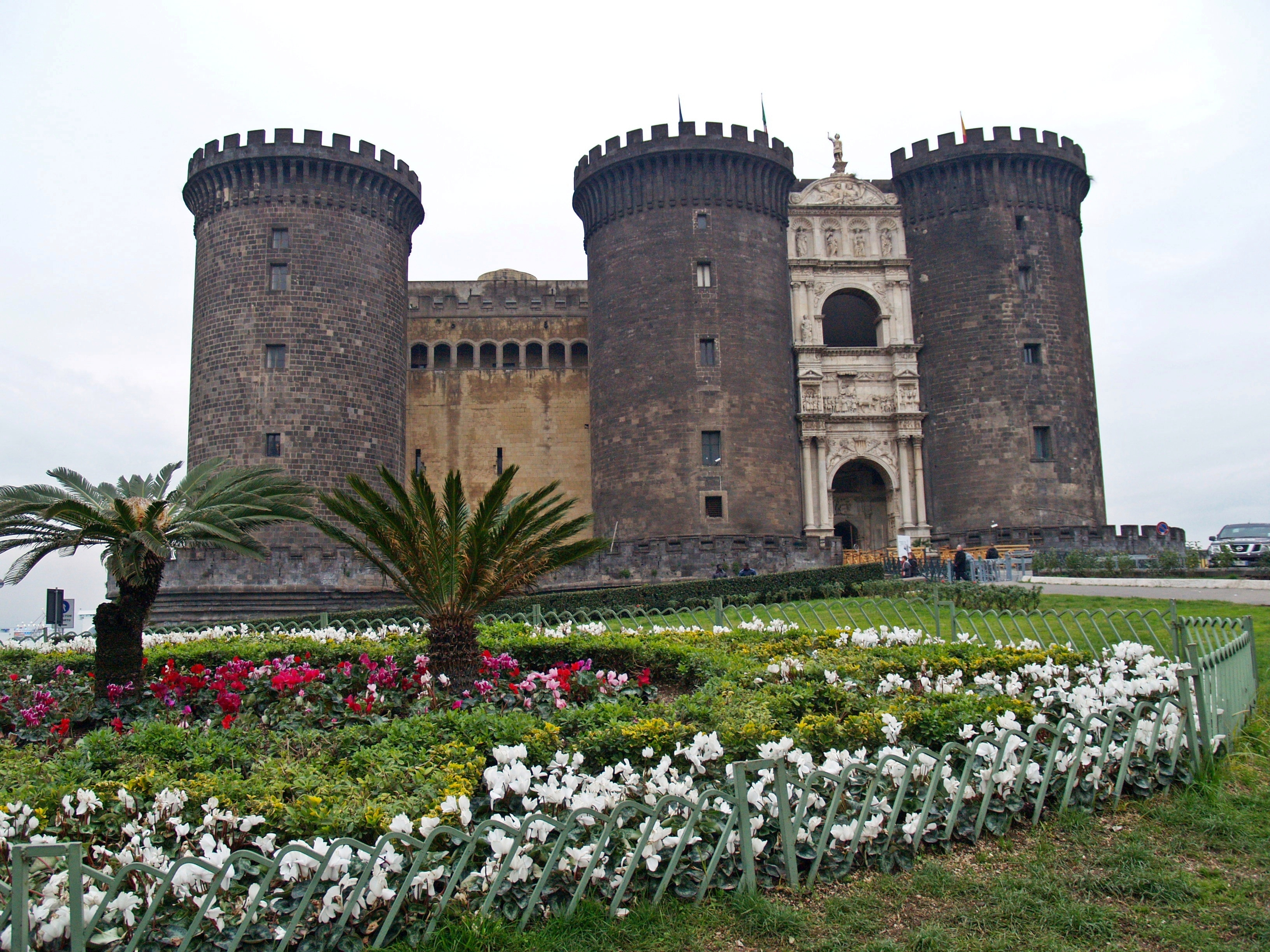
Castel Nuovo, luogo dove avvenne l'esecuzione di Gennaro Annese

Lo stesso giorno vengono arrestati nel Torrione del Carmine anche sua moglie e i figli. Il processo viene celebrato da don Ferrante de Monroi, reggente della Vicaria, in modo rapido. Molti degli amici di Annese, su pressione dei spagnoli, dichiarano che stava tramando con i francesi; fra questi i fratelli Bajano, Carlo Bracciolini e Giovanbattista Palombo; il 19 giugno Annese depone, a proposito del Castel Nuovo "che detta polvere la teneva in tempo delli rumori, e restò nel torrione; dice che se ce l'avessero dimandata, il maestro di campo che accude al torrione ce l'avria consegnata, e sempre ce ne ha consignato in tempo si sono sparati li pezzi; dice che non ha saputo altro dall'Ambasciatore di Francia, solo che prima della quiete li scrisse certo abbate nomine Giovan Domenico, perché esso sa scrivere; ha negato che dopo la quiete avesse saputo o fatto scrivere a detto Ambasciatore; (...) dice che dopo certi giorni della quiete, venne D. Marco Andrea di S. Arcangelo suo amico, e li mostrò certa lettera, non so se di qualche cardinale, o dell'Ambasciatore di Francia; quello lo sa, però io li risposi, che non volevo sapere altro, mentre Dio ci aveva quietati, e tornati in potere del Re nostro Signore ec."
Il processo farsa si conclude il 20 giugno con la condanna a morte, secondo la formula "decapitetur et antea executione torqueatur tamquam cadaver et ejus bonae confischentur, et Fisco ec."; la condanna viene eseguita con molti spettatori a Castel Nuovo. Prima di essere decapitato, Annese pronuncia parole di ossequio al re. La sua testa viene poi conficcata in cima ad un palo ed esposta di fronte al torrione.